# Svaen Lauer

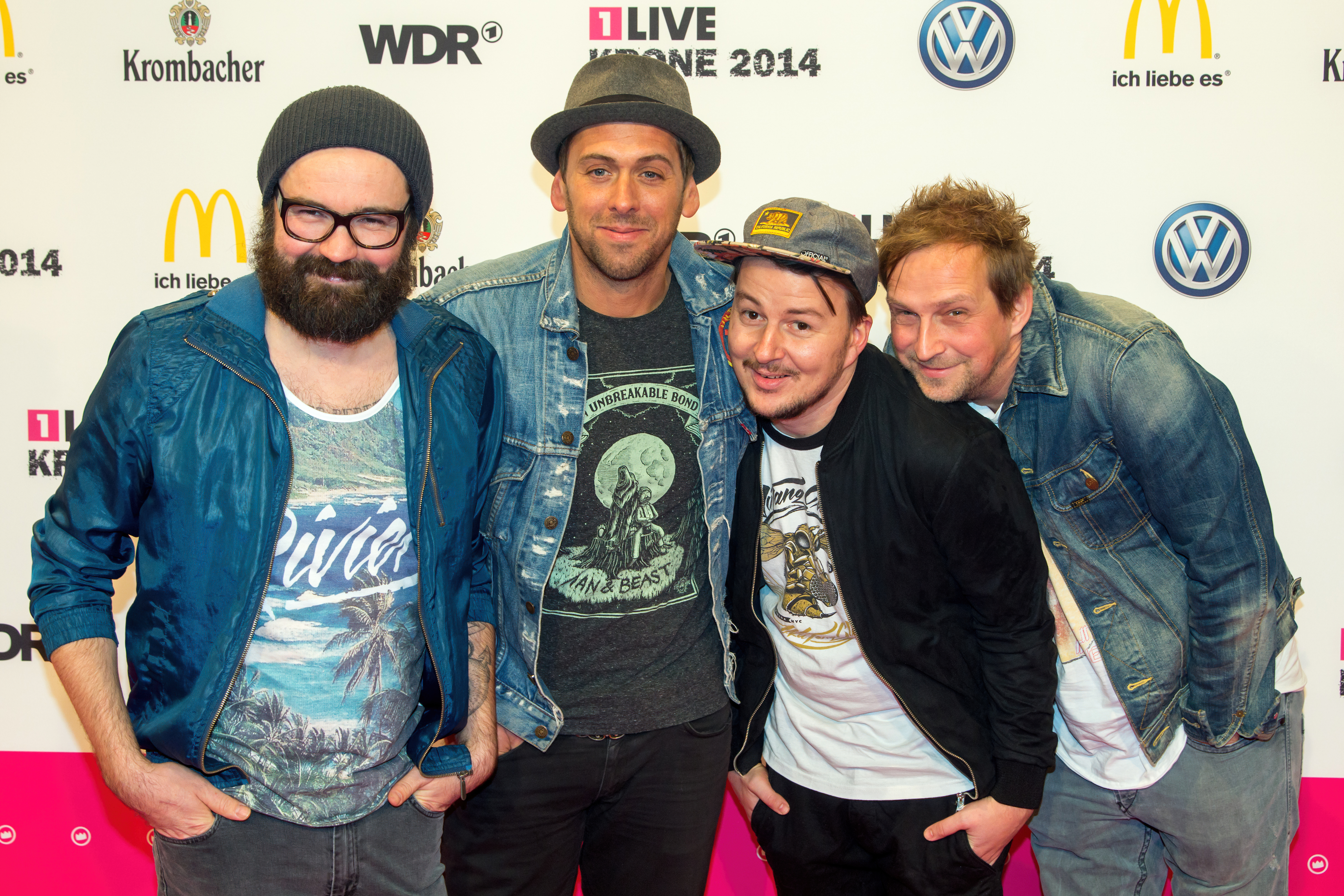
Sven Lauer (zweiter von links) bei Jupiter Jones (2014)

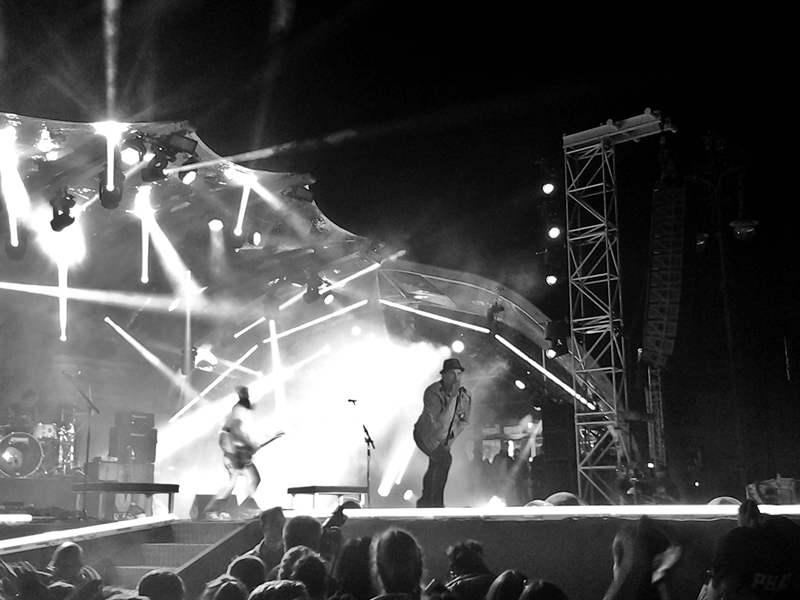
Sven Lauer bei Jupiter Jones (2015)

Svaen Lauer (* 1974 oder 1975 in Prüm als Sven Lauer) ist ein deutscher Sänger. Er war der Sänger der Gruppe Jupiter Jones. Zuvor war er Sänger der Band Caracho.

## Musikalische Karriere
Svaen Lauer kam schon früh mit Musik in Kontakt. Ab dem zehnten Lebensjahr war er Mitglied in einem Knabenchor seiner eifelländischen Heimatstadt Prüm. Lauer wurde bereits in seiner Jugend von unterschiedlichen Musikstilen inspiriert. Er fand schnell Anschluss an diverse Schülerbands wie zum Beispiel „Rasputin“ und der Jazz & Soul-Formation „Jam“. Danach sang Lauer bei der Band „Hornbeam“, die später in „Das Schizophren“ umbenannt wurde.
Nach seiner Schulzeit studierte er Meeresbiologie und machte sein Diplom 2001. Anschließend zog er nach Hamburg und konzentrierte sich auf seine musikalische Karriere. In den darauf folgenden Jahren sang Lauer in 16 verschiedenen Bands. Diese gehörten meist unterschiedlichen Stilrichtungen an. Lauer eignete sich in dieser Zeit ein umfangreiches Repertoire an. Er war auch Mitglied der Band Soulounge. Unter anderem versuchte er sich 2002 an einer Solokarriere und veröffentlichte in diesem Jahr die beiden Singles Die Sterne stehen gut und Krieg in meinem Herzen über WEA Records, die jedoch weitestgehend unbeachtet blieben. Unterstützt wurde er dabei von Musikern wie Gitarrist Sven Bünger (Cultured Pearls, Cappuccino), Bassist Andy Hess (unter anderem in der Band von Tina Turner) und Schlagzeuger Bela Brauckmann (Cultured Pearls, Randy Crawford).
2014 stieg er als Sänger bei Jupiter Jones ein. Er ersetzte dort den ausgestiegenen Nicholas Müller, der seinerzeit unter einer Angststörung litt. Mit den Mitgliedern der Band war er schon seit Jugendjahren befreundet. Nach diversen Gigs, unter anderem auf dem Nordlicht-Festival und dem Hurricane Festival spielte die Band mit ihm den Song Der Tod ist ein Meister aus Deutschland der Hamburger Punkband Slime in Dresden, womit sie ein Zeichen gegen Pegida setzen wollten. Anschließend begann der Songwriting-Prozess für das erste Album mit Lauer. Dieses erschien am 25. März 2016 und trug den Namen Brüllende Fahnen. Im November 2017 kündigte die Band ihre Auflösung an; das letzte gemeinsame Konzert spielten Jupiter Jones am 1. September 2018.

## Musikstil
Solo  und zu Beginn seiner Karriere sang er vor allem deutschsprachigen Soul. Jupiter Jones vollzog mit seinem Einstieg allerdings einen Wandel und wechselte von ihrem früher charakteristischen Indie-Pop zurück zu ihren musikalischen Wurzeln im Rock. Typisch für Lauer ist seine herbe, leicht raue Stimme. Ebenso typisch für ihn ist sein einfühlsamer, sensibler Gesangsstil.

## Diskografie (Auswahl)
Solo
- 2002: Die Sterne stehen gut (Promo-Single, WEA Records)
- 2002: Krieg in meinem Herzen (Single, WEA Records)

Mit Jupiter Jones
- 2016: Mit brüllenden Fahnen (Four Music)

Gastbeiträge
- 2010: Für die Welt auf Erste Wahl von Johannes Oerding
- 2014: Hexen auf Irgendwie neu! von St. Pauli Rock ’n’ Roll Kids